# کبرای رنگ‌پریده
کبرای رنگ‌پریده (نام علمی: Naja pallida) نام یک گونه از سرده ناجا است.